# دیدی و ارثیه خانوادگی
دیدی و ارثیه خانوادگی (به آلمانی: Didi und die Rache der Enterbten) فیلمی کمدی که در سال ۱۹۸۵ میلادی به کارگردانی دیتر هالروردن کمدین معروف آلمانی و کریستیان راتوکه ساخته شد و خود هالروردن نقش اصلی را بازی کرد.
ولفگانگ کیلینگ، گرهارد وولنر، کریستف هوفریشتر و کارل شولتس دیگر بازیگران این فیلم ۸۸ دقیقه‌ای تولید آلمان غربی هستند.

## داستان فیلم
داستان فیلم سینمایی کمدی بوده و ماجرای مردی ثروتمند است که می‌میرد و برای دیدی و پنج نفر دیگر ۱۰ میلیون دلار ارث باقی می‌گذارد. پنج نفر دیگر فهرست هر یک به نوعی می‌کوشند دیدی را از میان بردارند، در حالی که خود او از این موضوع بی‌خبر است.
بخشی از داستان فیلم دیگری بنام دیدی مشابه رئیس:
دیدی مغازه فست فود ساده ای دارد. مغازه او در منطقه ای قرار دارد که توسط فرد متمولی بنام آقای ایمر تصرف شده و قصد خرید و ساخت آن وجود دارد. دیدی در مقابل عمل غاصبانه رئیس ایمر و عمال وی می‌ایستد اما از شباهت خود با وی اطلاعی ندارد تا این که یک روز ایمر به سراغ او می‌آید و از وی در خواست می‌کند تا برای مدت کوتاهی به جای او بر صندلی ریاست شرکت تکیه زند. دیدی که خیلی بدهکار است و طلبکاران به دنبال او هستند به ازای دریافت مبلغ مشخصی این کار را می‌پذیرد اما در حین ایفای نقش خود متوجه می‌شود که ایمر همان فرد غاصبی است که قصد خرید مغازه وی و بیرون کردن او از منطقه را دارد، بنابراین با وی سر لج می‌افتد. کارکنان شرکت که از تغییر رفتار رئیس خود متعجب هستند، این تغییر رفتار را می‌پسندند و طرفدار دیدی می‌شوند. در پایان دیدی و ایمر هر دو با سانحهٔ انفجاری روبرو می‌شوند که توسط ایمر و بخاطر از بین بردن دیدی که قصد پس دادن جایگاه وی را ندارد، ترتیب داده شده‌است. طی سانحه ایمر حافظه خود را از دست داده و خود را دیدی می‌پندارد. سرانجام دیدی واقعی به شرکت می‌رود و کارمندان که از رفتار سخت گیرانه ایمر خسته شده‌اند، از وی استقبال می‌کنند.
این فیلم اولین تجربه کارگردانی هالروردن بود که به عنوان کمدین در سینمای آلمان بسیار معروف است. هالروردن که متولد آلمان شرقی بود، سال ۱۹۵۸ بعد از آنکه با رژیم کمونیست حاکم بر این کشور مشکل پیدا کرد، از آنجا گریخت.

## ویژگی‌های فیلم
در این فیلم هالروردن در ۷ نقش متفاوت ظاهر شد که در دوبله فارسی این فیلم نیز صداپیشگی هر ۷ نقش را حسین عرفانی بر عهده داشت.